# Straszni Panowie Trzej
Straszni Panowie Trzej – trio jazzowe.
Jesienią 2004 roku polski wokalista jazzowy Janusz Szrom pozostając pod wpływem twórczości Jeremiego Przybory i Jerzego Wasowskiego powołał do życia jazzową formację Straszni Panowie Trzej (autorem oryginalnej nazwy jest Bogdan Hołownia). Muzycy, którzy stanowią jego skład to:
- Janusz Szrom – śpiew,
- Andrzej Jagodziński – fortepian,
- Andrzej Łukasik – kontrabas.

Repertuar zespołu zbudowany jest wyłącznie z piosenek Jeremiego Przybory i Jerzego Wasowskiego, tj: „Herbatka”, „Zmierzch”, „Piosenka jest dobra na wszystko”, „Jesienna dziewczyna”, „Wesoły deszczyk”, „No i jak tu nie jechać”, „Już czas na sen”, jak i utworów mniej znanych, nie pochodzących z Kabaretu Starszych Panów: „Po kompocie”, „Pejzaż bez ciebie”, „Taka gmina”, czy „We dwoje” (utwór, którego pierwszego nagrania dla Archiwum Polskiego Radia PR3 w roku 1995 dokonali Janusz Szrom i Inga Lewandowska).
Aranżacje utworów obejmują skład instrumentalny zespołu plus siedemnastoosobową orkiestrę smyczkową. Autorami aranżacji piosenek na trio jazzowe są Janusz Szrom i Henryk Miśkiewicz, zaś autorem aranżacji piosenek na skład orkiestry smyczkowej – Andrzej Jagodziński.
Album Straszni Panowie Trzej jest pierwszym jazzowym opracowaniem piosenek Jerzego Wasowskiego i Jeremiego Przybory. W roku 2009 uzyskał status złotej płyty.

## Dyskografia
| Lp. | Tytuł                    | Rok  | Wydawca                       | Spis utworów |
| --- | ------------------------ | ---- | ----------------------------- | --- |
| 1   | Straszni Panowie Trzej   | 2006 | AGORA                         | 1. „Dzień dobry Mr. Blues” 2. „Herbatka” 3. „Zmierzch” 4. „We dwoje” 5. „Taka gmina” 6. „Piosenka jest dobra na wszystko” 7. „Pejzaż bez ciebie” 8. „Wesoły deszczyk” 9. „Jesienna dziewczyna” 10. „No i jak tu nie jechać” 11. „Po kompocie” 12. „Już czas na sen”       |

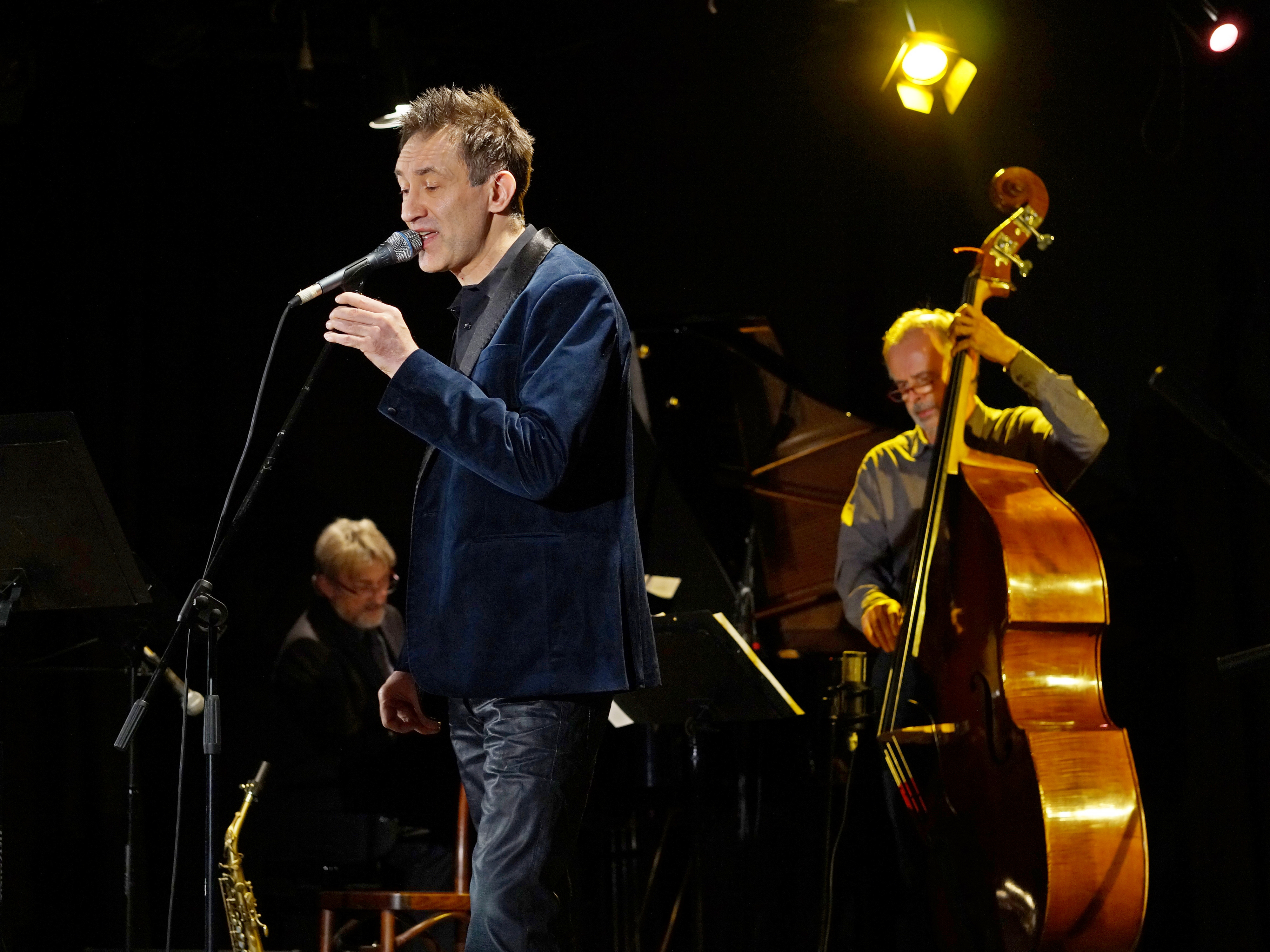
Straszni Panowie Trzej podczas koncertu
w Centrum Łowicka, Warszawa 2014.

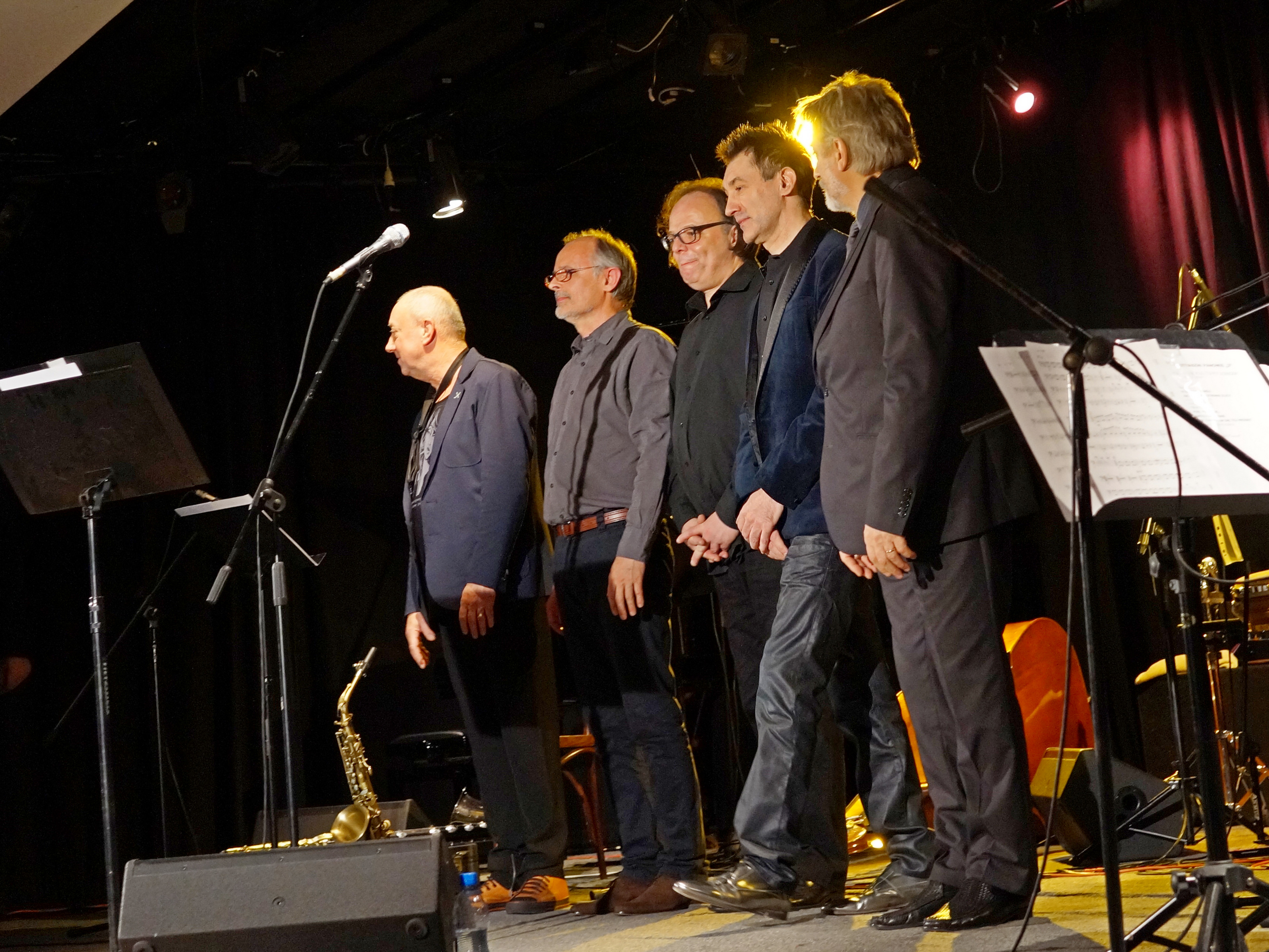
Zakończenie koncertu Strasznych Panów Trzech w Centrum Łowicka, Warszawa 2014. Od lewej: Henryk Miśkiewicz, Andrzej Łukasik, Adam Lewandowski, Janusz Szrom oraz Andrzej Jagodziński.

| 2   | Straszni Panowie Trzej 2 | 2014 | Blue Note Agencja artystyczna | 1. „Zimy żal” 2. „Idę cienistą stroną ulicy” 3. „Stacyjka „Zdrój”” 4. „Zupełnie jak ty” 5. „Zakochamy się tak jak trzeba” 6. „To było tak” 7. „Puk, puk, puk” 8. „Droga do Ciebie” 9. „Nie zakocham się tej wiosny już w nikim” 10. „Czemu zgubiłaś korale?” 11. „S.O.S.” |